# 佐藤巌
佐藤 巌（さとう いわお、1951年 - ）は、日本の解剖学者、日本歯科大学の教員。山形県出身。

## 著書
- 後藤仁敏; 大泰司紀之 編「有尾類(目)」『歯の比較解剖学』医歯薬出版、1992年、95-100頁。ISBN 4263400704。

## 論文
- 国立情報学研究所収録論文 国立情報学研究所